# توپ‌قره‌آغاج
توپ‌قره‌آغاج (به لاتین: Top-Kara-Agach) یک منطقه مسکونی در جمهوری آذربایجان است که در شهرستان بالاکن واقع شده است.